# Józef Damse

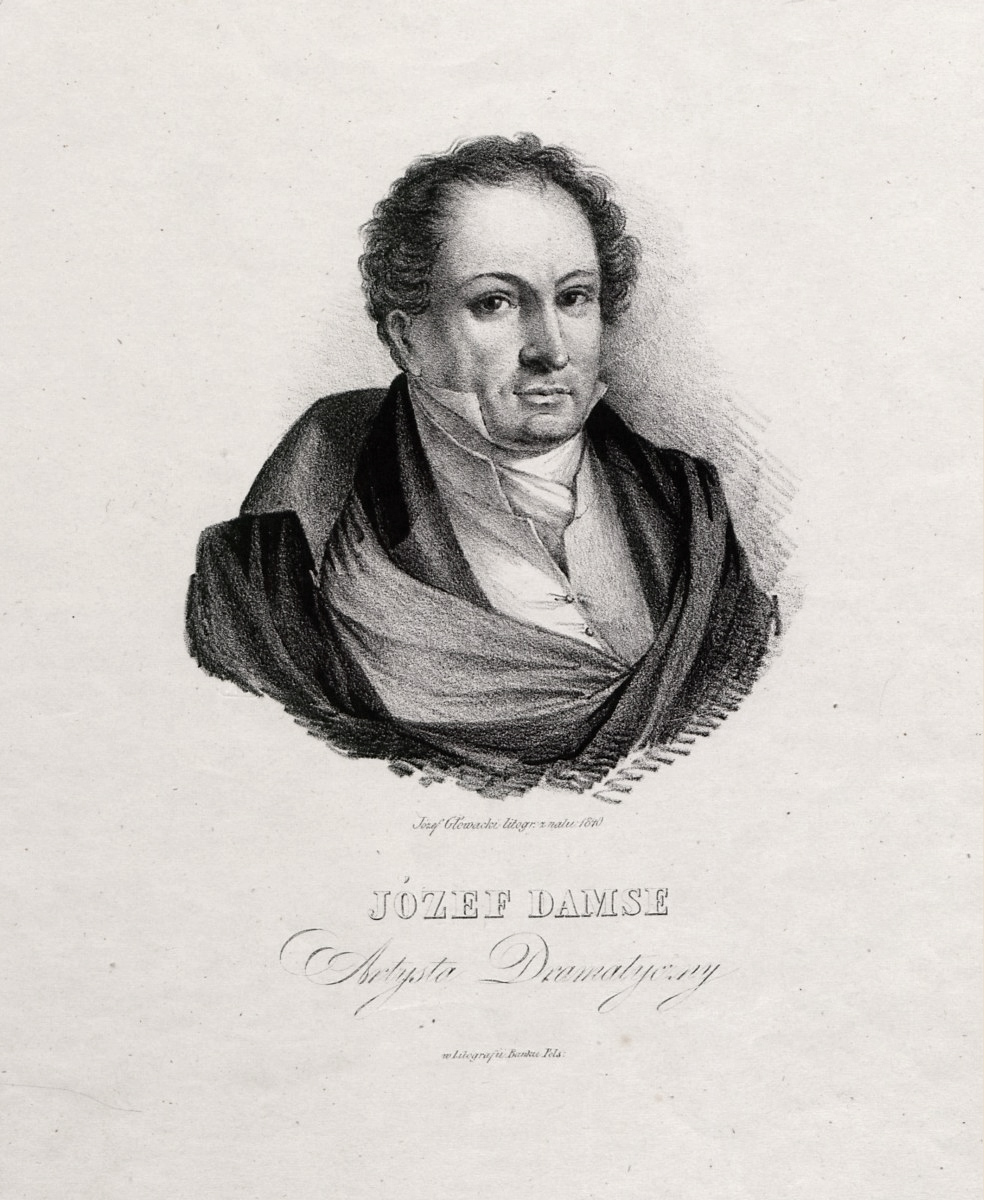
Josef Damse
Lithografie von Józef Hilary Głowacki 1840

Józef Damse (auch: Dampse, * 26. Januar 1789 in Sokołów; † 15. Dezember 1852 in Rudno bei Warschau) war ein polnischer Komponist. Damse lebte als Klarinettist und Komponist in Warschau. Er komponierte Opern und Melodramen, zwei Ballette, zwei Messen, Tänze und Lieder.

## Werke
- Wesele krakowskie w Ojcowie (Die Krakauer Hochzeit in Ojców), Ballett, 1823
- Zoko, małpa brazylijska (Jokko, der brasilianische Affe), Melodram von Edmond Rochefort und Jules Joseph Gabriel de Lurieu, 1828
- Trzydzieści lat czyli Życie szulera (Dreißig Jahre oder Das Leben eines Falschspielers), Melodram nach Victor Henri Joseph Brahain Ducange und Prosper-Parfait Goubaux, 1828
- Werter czyli Obłąkanie czułego serca (Werther oder Der Wahnsinn eines zarten Herzens), Melodram von Georges Duval und Edmond Rochefort, 1830
- Zamek Kenilworth (Schloss Kenilworth), Melodram von Eugène Cantiran de Boirie und Henri Lemaire, 1832
- Oblubienica z Lammermooru (Die Braut von Lammermoor), Melodram von Victor Henri Joseph Brahain Ducange, 1832
- Jest temu lat szesnaście (Es war vor 16 Jahren), Melodram von Victor-Henri-Joseph Ducange, 1833
- Mina czyli Córka burmistrza (Mina oder die Tochter des Bürgermeisters), Komische Oper, 1837
- Nowy Rok (Das neue Jahr), Komische Oper, 1837
- Mleczna siostra czyli Primadonna (Die Milchschwester oder Primadonna), Vaudeville von Achille Dartois und Jules-Henri Vernoy de Saint-Georges, 1837
- Łucja czyli Pamiątka (Lucia oder Das Andenken), Komische Oper, 1838
- Biedny rybak nad brzegami Sekwany (Der arme Fischer an den Ufern der Seine), Komische Oper nach Théodore Colomb, 1839
- Pułkownik z 1769 roku (Der Oberst), Komische Oper, 1839
- Ojciec debiutantki (Der Vater der Debütantin), Vaudeville von Emmanuel Théaulon, 1840
- Pamiętniki szatana, (Die Memoiren des Satans), Komische Oper, 1842
- Kontrabandzista (Der Kontrabandiste), Große Oper nach Walladmor von Walter Scott, 1844
- Diabełek kulawy czyli Kłopoty opieki (Das lahme Teufelchen oder Die Mühen der Fürsorge), Ballet comique, 1846

| Personendaten    | Personendaten        |
| ---------------- | -------------------- |
| NAME             | Damse, Józef         |
| ALTERNATIVNAMEN  | Dampse, Józef        |
| KURZBESCHREIBUNG | polnischer Komponist |
| GEBURTSDATUM     | 26. Januar 1789      |
| GEBURTSORT       | Sokołów              |
| STERBEDATUM      | 15. Dezember 1852    |
| STERBEORT        | Rudno bei Warschau   |